# Trockenflächen nordwestlich Groß Sarau
Trockenflächen nordwestlich Groß Sarau este o arie protejată (arie specială de conservare — SAC, sit de importanță comunitară — SCI) din Germania întinsă pe o suprafață de 23 ha, integral pe uscat.

## Localizare
Centrul sitului Trockenflächen nordwestlich Groß Sarau este situat la coordonatele 53°46′52″N 10°42′59″E / 53.7811°N 10.7164°E.

## Înființare
Situl Trockenflächen nordwestlich Groß Sarau a fost declarat sit de importanță comunitară în septembrie 2004 pentru a proteja 1 specie de animale. Situl a fost protejat și ca arie specială de conservare în ianuarie 2010.

## Biodiversitate
Situată în ecoregiunea continentală, aria protejată conține 6 habitate naturale: Vegetație psamofilă uscată cu Calluna și Genista, Formațiuni ierboase bogate în specii de Nardus, dezvoltate pe substraturi silicioase în zone montane (și în zone submontane, în Europa continentală), Fânețe de joasă altitudine (Alopecurus pratensis, Sanguisorba officinalis), Păduri de fag Asperulo-Fagetum, Păduri acidofile de stejar bătrân cu Quercus robur pe câmpii nisipoase, Păduri aluvionare cu Alnus glutinosa și Fraxinus excelsior (Alno-Padion, Alnion incanae, Salicion albae).
La baza desemnării sitului se află o specie protejată de  păsări: Grus grus grus.